# Robert Saxton
Robert Louis Alfred Saxton (ur. 8 października 1953 w Londynie) – brytyjski kompozytor.

## Życiorys
Zaczął komponować w wieku 6 lat. W latach 1962–1970 pobierał prywatnie lekcje u Benjamina Brittena. Od 1970 do 1974 roku był uczniem Elisabeth Lutyens. Kształcił się także u Robina Hollowaya na Cambridge University (1972–1975) oraz u Roberta Sherlawa Johnsona na Uniwersytecie Oksfordzkim (1975–1976). Od 1979 roku był wykładowcą Guildhall School of Music and Drama w Londynie, gdzie od 1990 roku kierował wydziałem kompozycji. Od 1985 do 1986 roku jako stypendysta Fulbrighta przebywał na Princeton University. W 1992 roku uzyskał na Uniwersytecie Oksfordzkim tytuł doktora. W 1999 roku został adiunktem w Worcester College.
Otrzymał I nagrodę na Konkursie Kompozytorskim Fundacji Gaudeamus (1975).

## Twórczość
Język dźwiękowy Saxtona oparty jest na dodekafonii, kompozytor stosował także precyzyjne operowanie materią dźwiękową, nawiązujące do aleatorycznej twórczości Witolda Lutosławskiego i Pierre’a Bouleza. Elementy systemu dwunastodźwiękowego przełamywał elementami tonalnymi i modalnymi, wprowadzał też układy rytmiczne wzorowane na twórczości Oliviera Messiaena. W kompozycjach pisanych w latach 80. zbliżył się do stylu Benjamina Brittena, zaczął też stosować nawiązania do muzyki staroangielskiej (John Dunstable, Thomas Tallis, William Byrd). Ważną rolę w twórczości Saxtona odgrywają nawiązania literackie, szczególnie o charakterze metafizycznym.

## Wybrane kompozycje
(na podstawie materiałów źródłowych)

### Utwory orkiestrowe
- Reflections of Narziss and Goldmund (1975)
- Choruses to Apollo (1980)
- Traumstadt (1980)
- Ring of Eternity (1982–1983)
- Concerto for Orchestra (1984)
- symfonia kameralna The Circles of Light (1985–1986)
- Koncert altówkowy (1986)
- Variation on „Sumer is icumen in” (1987)
- Fanfare (1987)
- In the Beginning (1987)
- Birthday Music for Sir William Clock (1988)
- Elijah’s Violin (1988)
- Music to Celebrate the Resurrection of Christ (1988)
- Koncert skrzypcowy (1989)
- Psalm – A Song of Ascents na trąbkę i orkiestrę (1992)
- Koncert wiolonczelowy (1992)
- Ring, Time na symfoniczny zespół dęty (1994)
- Carmen Natale na smyczki (1996)
- A Yardstick to the Stars na orkiestrę kameralną (1998)

### Utwory kameralne
- Krystallen na flet i fortepian (1973)
- Echoes of the Glass Bead Game na kwintet dęty (1975)
- Arias na obój i fortepian (1977)
- Toccata na wiolonczelę (1978)
- Canzona – in memoriam Igor Stravinsky na zespół kameralny (1978)
- Processions and Dances na zespół kameralny (1981)
- Piccola musica per Luigi Dallapiccola na zespół kameralny (1981)
- Chiaroscuro na perkusję (1981)
- Fantasiestück na akordeon (1982)
- The Sentinel of the Rainbow na zespół kameralny (1984)
- Birthday Piece for RRB (Richard Rodney Bennett) na zespół kameralny (1986)
- Night Dance na gitarę (1986–1987)
- Paraphrase on Mozart’s „Idomeneo” na oktet dęty (1991)
- Invocation, Dance, and Meditation na altówkę i fortepian 1991)
- Fantazia na kwartet smyczkowy (1993)
- A Yardstick to the Stars na fortepian i kwartet smyczkowy (1995)
- Songs, Dances, and Ellipses na kwartet smyczkowy (1997)

### Utwory fortepianowe
- Ritornelli and Intermezzi (1972)
- 2 Pieces (1976)
- Sonatas na 2 fortepiany (1977)
- Sonata „in Memory of Béla Bartók” (1981)
- Chacony na fortepian na lewą rękę (1988)
- Fantazia on the Notes E, Eb, C, B, and A (1996)

### Utwory wokalno-instrumentalne
- La Promenade d’Automne na sopran i 6 instrumentalistów (1972)
- Where Are You Going to My Pretty Maid? na sopran i 6 instrumentalistów (1973)
- What Does the Song Hope For? na sopran, zespół kameralny i taśmę (1974)
- Brise Marine na sopran, fortepian i taśmę (1976)
- Cantata No. 1 on Poems of Hölderlin na tenora, kontratenora i fortepian (1979)
- Cantata No. 2 na tenora, obój i fortepian 1980)
- Cantata No. 3 na 2 soprany i taśmę z opóźnieniem (1981)
- Eloge na sopran, flet, obój, klarnet, róg, fortepian i kwartet smyczkowy (1980)
- Child of Light na głosy żeńskie i organy (1984)
- Rex Gloriae na głosy żeńskie i organy (1988)
- Prayer to a Child na sopran i 2 klarnety (1992)
- O Sing Unto the Lord a New Song na chór i organy (1993)
- Canticum Luminis na sopran, chór i organy (1995)
- Prayer Before Sleep na sopran, wiolonczelę i fortepian (1997)

### Opera
- Caritas (1990–1991)